# Crotalus aquilus
El cascabel de Querétaro (Crotalus aquilus) es una especie de serpiente venenosa que pertenece a la subfamilia de víboras de foseta. Es endémica del altiplano de la región central de México. En la actualidad no hay subespecies reconocidas. El nombre científico aquilus significa "águila" en el latín y es una alusión a la elevada altitud en la que vive esta especie.

## Descripción
Esta especie puede alcanzar una longitud de 67.8 cm. Sin embargo, la mayoría de los adultos no miden más que 50 cm.

## Distribución y hábitat
Su área de distribución se limita al altiplano central de México en los estados de Querétaro ,Guanajuato, Hidalgo, México, Michoacán y San Luis Potosí. La localidad tipo es "cerca de Álvarez, San Luis Potosí, México." Su rango altitudinal oscila entre 1080 y 3110 m s. n. m.
Esta especie vive en hábitats abiertos, praderas rocosas, situadas al norte de la cordillera volcánica transversal.